# Кубок Франції з футболу 2008—2009
Кубок Франції з футболу 2008–2009 — 92-й розіграш кубкового футбольного турніру у Франції. Титул вперше здобув Генгам, який на момент проведення змагань виступав у Лізі 2, другому за силою дивізіоні у французькому футболі.

## Регламент
Кубок Франції складається з двох етапів:
- відбіркового, який складається з шести регіональних етапів (перші два організовуються в кожному регіоні за своєю схемою для клубів регіональних ліг, наступні чотири організовуються в регіонах централізовано за участі клубів з національних аматорських і напівпрофесіональних ліг) та двох національних етапів (7-й і 8-й етап, з 7-го стартують клуби Ліги 2 та представники заморських територій);
- фінального, який починається з 1/32 фіналу — з цього раунду стартують клуби провідної Ліги 1.

## 1/32 фіналу
| Команда 1                                | Рахунок      | Команда 2                        |
| ---------------------------------------- | ------------ | -------------------------------- |
| 2 січня 2009                             |              |                                  |
| Сент-Женев'єв (Сент-Женев'єв-де-Буа) (4) | 0:3          | Лілль                            |
| 3 січня 2009                             |              |                                  |
| Андрезьє-Бутеон (4)                      | 0:2          | Седан (2)                        |
| Аяччо (2)                                | 1:1 пен. 4:3 | Осер                             |
| Алансон (5)                              | 2:2 пен. 2:3 | Лор'ян                           |
| Альфорвіль (4)                           | 0:2          | Гавр                             |
| Аррас (5)                                | 1:3 дч       | Ніцца                            |
| Байонна (3)                              | 0:2          | Вітре (4)                        |
| Бордо                                    | 0:1          | Сент-Етьєн                       |
| Брест (2)                                | 2:2 пен. 5:4 | Круа-де-Савуа (Тонон-ле-Бен) (3) |
| Гранд-Сінт (6)                           | 1:1 пен. 4:2 | Кале (3)                         |
| Жанна д'Арк (Ле-Пор) ( Реюньйон)         | 1:7          | Тур (2)                          |
| Луан-Кюїзо (3)                           | 0:1          | Труа (2)                         |
| Монпельє (2)                             | 0:1          | Дюнкерк (4)                      |
| Нант                                     | 2:2 пен. 3:5 | Кан                              |
| Ніор (3)                                 | 1:2 дч       | Булонь (Булонь-сюр-Мер) (2)      |
| Пор-ла-Нувель (6)                        | 0:3          | Родез (3)                        |
| Раон (Раон-л'Етап) (4)                   | 0:0 пен. 3:4 | Гренобль                         |
| Роморантен (4)                           | 0:0 пен. 4:2 | Нансі                            |
| Сент-Омер (6)                            | 1:3          | Генгам (2)                       |
| Ширрен (7)                               | 4:2          | Клермон (2)                      |
| Сошо (Монбельяр)                         | 0:1          | Ренн                             |
| Тулуза                                   | 0:0 пен. 5:4 | Валансьєн                        |
| Ванн (2)                                 | 1:0          | Шатору (2)                       |
| Ізер (4)                                 | 0:0 пен. 4:5 | Ле-Ман                           |
| 4 січня 2009                             |              |                                  |
| Безансон (4)                             | 1:1 пен. 4:5 | Марсель                          |
| Бланьяк (5)                              | 0:1          | Монако                           |
| Екларон-Валькур (6)                      | 0:5          | Діжон (2)                        |
| Еврі (6)                                 | 0:5          | Кретей (3)                       |
| Монлюсон (4)                             | 0:1          | Парі Сен-Жермен                  |
| Вільфранш (Вільфранш-сюр-Сон) (4)        | 2:1          | Орлі (6)                         |
| 11 січня 2009                            |              |                                  |
| Пон-де-Руад-Вермондан (6)                | 0:1          | Газелек (Аяччо) (4)              |
| 24 січня 2009                            |              |                                  |
| Конкарно (5)                             | 0:6          | Ліон                             |

## 1/16 фіналу
| Команда 1                   | Рахунок      | Команда 2                         |
| --------------------------- | ------------ | --------------------------------- |
| 20 січня 2009               |              |                                   |
| Генгам (2)                  | 2:0 дч       | Брест (2)                         |
| 23 січня 2009               |              |                                   |
| Аяччо (2)                   | 2:0          | Ванн (2)                          |
| Дюнкерк (4)                 | 0:3          | Лілль                             |
| 24 січня 2009               |              |                                   |
| Булонь (Булонь-сюр-Мер) (2) | 3:1          | Кан                               |
| Діжон (2)                   | 4:1          | Вільфранш (Вільфранш-сюр-Сон) (4) |
| Лор'ян                      | 2:1          | Тур (2)                           |
| Ренн                        | 2:0          | Сент-Етьєн                        |
| Роморантен (4)              | 0:0 пен. 5:6 | Седан (2)                         |
| Ширрен (7)                  | 0:8          | Тулуза                            |
| Труа (2)                    | 1:2          | Родез (3)                         |
| Вітре (4)                   | 1:1 пен. 9:8 | Кретей (3)                        |
| 25 січня 2009               |              |                                   |
| Газелек (Аяччо) (4)         | 0:3          | Парі Сен-Жермен                   |
| Гранд-Сінт (6)              | 1:3          | Гренобль                          |
| Гавр                        | 0:1 дч       | Ле-Ман                            |
| Монако                      | 1:0          | Ніцца                             |
| 28 січня 2009               |              |                                   |
| Ліон                        | 1:0          | Марсель                           |

## 1/8 фіналу
| Команда 1                   | Рахунок      | Команда 2       |
| --------------------------- | ------------ | --------------- |
| 3 березня 2009              |              |                 |
| Булонь (Булонь-сюр-Мер) (2) | 0:2          | Тулуза          |
| Діжон (2)                   | 1:1 пен. 2:4 | Гренобль        |
| Генгам (2)                  | 1:0          | Ле-Ман          |
| 4 березня 2009              |              |                 |
| Аяччо (2)                   | 0:2          | Монако          |
| Лілль                       | 3:2          | Ліон            |
| Ренн                        | 3:0          | Лор'ян          |
| Родез (3)                   | 3:1 дч       | Парі Сен-Жермен |
| Седан (2)                   | 3:0          | Вітре (4)       |

## 1/4 фіналу
| Команда 1       | Рахунок      | Команда 2  |
| --------------- | ------------ | ---------- |
| 17 березня 2009 |              |            |
| Седан (2)       | 1:3          | Генгам (2) |
| Тулуза          | 1:1 пен. 7:6 | Лілль      |
| 18 березня 2009 |              |            |
| Гренобль        | 2:0          | Монако     |
| Ренн            | 2:0          | Родез (3)  |

## 1/2 фіналу
| Команда 1      | Рахунок | Команда 2  |
| -------------- | ------- | ---------- |
| 21 квітня 2009 |         |            |
| Гренобль       | 0:1     | Ренн       |
| 22 квітня 2009 |         |            |
| Тулуза         | 1:2     | Генгам (2) |

## Фінал
| 9 травня 2009 21:45 (EEST) |

| Ренн          | 1:2      | Генгам (2)       |
| ------------- | -------- | ---------------- |
| Боканегра 69' | Протокол | Едуардо 72', 83' |

| Стад-де-Франс, Сен-Дені Глядачів: 80 056 Арбітр: Тьєррі Оріак |